# Oratorio del Santissimo Sacramento (Tusa)
L'oratorio del Santissimo Sacramento è un ex oratorio di Tusa.

## Storia e descrizione
Costruito tra il 1657 e il 1689, sorge nella piazza principale e si distingue per la bella facciata barocca.
A forma rettangolare, l'oratorio ha unica navata coperta con volta a botte lunettata e una scala esterna d'accesso.
Era sede della confraternita della Compagnia del Santissimo Sacramento. Vi si teneva la cerimonia dell'ultima cena, in contenzioso con la confraternita di San Giovanni Battista e con quella del Santissimo Rosario.
La confraternita venne soppressa nel 1866. L'oratorio fu chiuso al culto nel 1968. Restaurato nel 1978 è adibito a sala per le riunioni parrocchiali.